# Sarah-Jeanne Labrosse
Sarah-Jeanne Labrosse (Montréal, 16 agosto 1991) è un'attrice canadese.
Sarah è meglio conosciuta per interpretare il ruolo di Sunny Capaduca nella serie televisiva 15/Love. Recentemente ha anche interpretato il ruolo di Annie Gray nella mini serie di Christian Duguay Human Trafficking. Il primo suo importante ruolo fu quello nel film Un'estate con i fantasmi (2003). Successivamente interpretò Marie-Jeanne Gagnor, la sorella di Aurore Gagnon nel film Aurore (2005). Nel 2006 Sarah ha girato in Canada Doppia indagine nel ruolo di Gabrielle, la figlia del detective Bouchard (interpretato da Patrick Huard).

## Filmografia

### Cinema
- Un'estate con i fantasmi (Summer with the Ghosts), regia di Bernd Neuburger (2003)
- Aurore, regia di Luc Dionne (2005)
- Doppia indagine (Bon Cop, Bad Cop), regia di Erik Canuel (2006)
- La promessa dell'assassino (Eastern Promises), regia di David Cronenberg (2007)
- The Trotsky, regia di Jacob Tierney (2009)
- Piché: entre ciel et terre, regia di Sylvain Archambault (2010)
- Starbuck - 533 figli e... non saperlo! (Starbuck), regia di Ken Scott (2011)
- Un jour mon prince, regia di Flavia Coste (2016)
- Bon Cop Bad Cop 2, regia di Alain Desrochers (2017)
- Madre! (Mother!), regia di Darren Aronofsky (2017)
- L'incredibile viaggio del fachiro (The Extraordinary Journey of the Fakir), regia di Ken Scott (2018)
- La mia vita con John F. Donovan (The Death and Life of John F. Donovan), regia di Xavier Dolan (2018) - non accreditata
- Mad Dog Labine, regia di Jonathan Beaulieu Cyr e Renaud Lessard (2018)
- Wolfe, regia di Francis Bordeleau (2018)
- La Contemplation du mystère, regia di Alberic Aurteneche (2021)
- Très belle journée, regia di Patrice Laliberté (2022)
- Kina et Yuk, renards de la banquise, regia di Guillaume Maidatchevsky (2023)

### Televisione
- Le volcan tranquille (1997)
- 15/Love - serie TV (2004)
- Human Trafficking - Le schiave del sesso (Human Trafficking) - miniserie TV (2005)